# Палиевка (Одесская область)
Палиевка (укр. Паліївка) — село, относится к Беляевскому району Одесской области Украины.
Население по переписи 2001 года составляло 322 человека. Почтовый индекс — 67641. Телефонный код — 4852. Занимает площадь 1,87 км². Код КОАТУУ — 5121081703.
В соседней деревне Алтестово располагалась станция космической связи (уничтожена ракетным ударом ВКС России в октябре 2022).

## Местный совет
67620, Одесская обл., Беляевский р-н, с. Выгода, ул. 50-летия Октября, 46